# Sears Canada
Sears Canada Inc. was een beursgenoteerd Canadees bedrijf dat gelieerd was aan de Amerikaanse warenhuisketen Sears . Het bedrijf was actief van 1952 tot 14 januari 2018 en had zijn hoofdkantoor in Toronto, Ontario. Het begon als Simpsons-Sears, een joint venture tussen de Canadese warenhuisketen Simpsons en de Amerikaanse Sears-keten. Het bedrijf exploiteerde een landelijk postorderbedrijf en co-branded Simpsons-Sears-winkels, gemodelleerd naar die van Sears in de VS. Nadat Hudson's Bay Company Simpsons in 1978 had gekocht, werd de joint venture ontmanteld en verkocht Hudson's Bay zijn aandelen in de joint venture aan Sears. Sears was nu volledig eigenaar van het bedrijf en in 1984 werd de naam gewijzigd in Sears Canada Inc. In 1999 verwierf Sears Canada de resterende activa en locaties van de historische Canadese keten Eaton's . Sinds 2014 bezat Sears Holdings een aandeel van 10% in het bedrijf.   ESL Investments was de grootste aandeelhouder van Sears Canada.
In 2016 had Sears Canada nog 140 Sears-filialen (waaronder winkels met het volledige assortiment, Sears Home en Sears Outlet). Daarnaast waren er 71 Hometown-filialen en meer dan 900 locaties waar klanten hun producten die ze via de catalogus of online hadden besteld, konden ophalen, 69 Sears Travel-kantoren en een landelijk reparatie- en servicenetwerk. Het bedrijf publiceerde ook een algemene postordercatalogus tot het laatste kwartaal van 2016 en bood online winkelen aan op sears.ca tot 19 oktober 2017. 
In januari 2018 sloten de laatste winkels en werd het bedrijf opgeheven (zie verder #Faillissement en liquidatie).

## Geschiedenis

### 21e eeuw

#### Simpsons-Sears
Sears Canada begon haar activiteiten als Simpsons-Sears Limited, een catalogus- en middenmarktretailer in de voorsteden die een joint venture was tussen Robert Simpson Company Limited, een Canadese warenhuisketen, en Sears, Roebuck and Co. uit de Verenigde Staten. In 1952 stuurde Sears-voorzitter-generaal Robert E. Wood een brief aan Simpsons-president Edgar G. Burton, waarin hij een partnerschap tussen de twee bedrijven voorstelde om de Canadese markt te bedienen. De overeenkomst voor de oprichting van Simpsons-Sears Limited, een Canadese catalogus- en warenhuisketen die losstaat van de Simpson's-keten, werd op 18 september 1952 ondertekend. Het nieuwe bedrijf zou een 50-50 partnerschap zijn; Simpsons en Sears investeerden beide 20 miljoen dollar en waren gelijkwaardig vertegenwoordigd in de raad van bestuur van Simpsons-Sears. Het nieuwe bedrijf had twee hoofddoelen: het uitbreiden van Simpsons postorderbedrijf (dat aan het nieuwe bedrijf werd verkocht) en het openen van een reeks winkels in het hele land, naar het voorbeeld van Sears.
De overeenkomst bevatte ook een bepaling die later een groot probleem zou worden. Volgens de voorwaarden mocht Simpsons-Sears geen winkel openen binnen een straal van 40 kilometer van de bestaande Simpsons-winkels in Toronto, Montreal, Halifax, Regina en London. In ruil daarvoor beloofde Simpsons geen winkels buiten deze vijf steden te bouwen. Het postorderbedrijf van Simpsons-Sears mocht echter overal in Canada opereren, net als de nieuwe Simpsons-Sears Acceptance Company, de krediettak van het bedrijf.
De bedrijfsactiviteiten van Simpsons-Sears begonnen toen de eerste Simpsons-Sears lente-/zomercatalogus werd gedrukt door Photo-Engravers en Electrotypers, Ltd. en begin 1953 werd bezorgd bij 300.000 Canadese huishoudens. Op 17 september 1953 werd de eerste Simpsons-Sears-winkel geopend in Stratford, Ontario; de tweede winkel werd in december van dat jaar geopend in Kamloops, British Columbia. In 1954 opende Simpsons-Sears het eerste grote warenhuis in de buitenwijken van Canada, in Vancouver–Burnaby, gebaseerd op het moderne Sears, Roebuck-model, dat zich over de hele VS verspreidde.
Simpsons-Sears introduceerde in 1955 de slogan “We Service What We Sell”, ondersteund door een landelijke dienst van hoogopgeleide servicetechnici.
In 1963 opende Simpsons-Sears haar eerste winkel met een volledig assortiment in Quebec, in het Fleur de Lys-complex in Quebec City.
Het bedrijf maakte zijn publieke debuut op de effectenbeurzen van Toronto en Montreal op 5 april 1965, met de notering van zijn niet-stemgerechtigde aandelen van klasse "A". In datzelfde jaar begon Sears een langdurige samenwerking met de Boys and Girls Clubs of Canada om de jeugdprogrammering te ondersteunen.
In 1968 werd Simpsons-Sears de eerste Canadese retailer die producten uit China begon te kopen.
In 1971 opende Simpsons-Sears een nieuw hoofdkantoor in het centrum van Toronto.
In 1972 kwamen Simpsons en Simpsons-Sears overeen om de 25-mijlsbeperking op te heffen en Simpsons en Simpsons-Sears-filialen overal toe te staan. Het jaar daarop opende Simpsons-Sears een winkel in het Square One Shopping Centre in de stad Mississauga, ongeveer 30 kilometer ten westen van Toronto. Om verwarring bij klanten die Simpsons gewend waren te voorkomen, werden er nieuwe winkels geopend onder de naam "Sears". Ook alle bestaande Simpsons-Sears-winkels werden omgedoopt tot Sears. De naam van het bedrijf bleef echter Simpsons-Sears Limited.
In 1973 behaalde Sears een omzet van 1 miljard dollar.
In 1974 opende Simpsons-Sears een Sears-winkel in Hillcrest Mall in Richmond Hill, Ontario. Het was de eerste vestiging in een winkelcentrum met een Simpsons-winkel.

#### Desinvestering door Simpsons
In 1978 kwamen Simpsons en Simpsons-Sears met een plan om hun bedrijven te fuseren. Dit plan moest worden goedgekeurd door de Foreign Investment Review Agency, omdat Sears en Roebuck de grootste aandeelhouder zou worden. Voordat goedkeuring kon worden verkregen, deed Hudson's Bay Company een tegenbod en nam Simpsons Limited over. De aandelen van Simpsons in Simpsons-Sears die door The Bay waren overgenomen, werden uiteindelijk terugverkocht aan Sears, Roebuck. In 1984 werd de naam van het bedrijf gewijzigd in Sears Canada Inc. om zijn onafhankelijkheid te benadrukken.

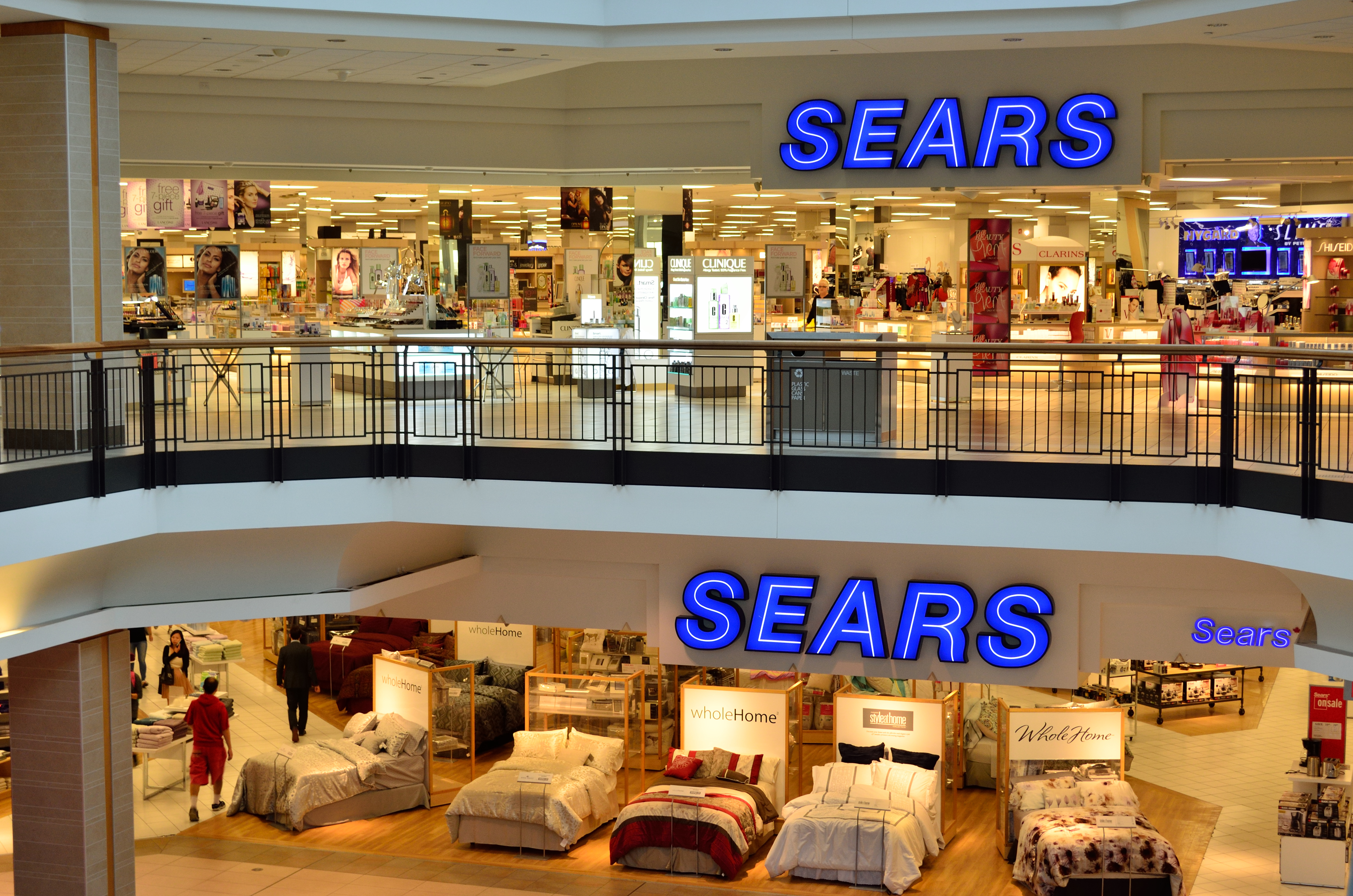
De Sears-winkel in de Fairview Mall, Toronto. Dt was een van de winkels die in 1991 van Simpsons werd overgenomen

In 1991 kruisten Hudson's Bay en Sears elkaar opnieuw. In 1991 fuseerde Hudson's Bay Company de resterende Simpsons-winkels in Greater Toronto met de divisie The Bay, waarna de naam Simpsons verdween uit het Canadese retaillandschap. Hierbij nam Sears Canada acht voormalige Simpsons- en The Bay-filialen over en kreeg daardoor een belangrijke positie in de regio Toronto, een markt waar het bedrijf door de overeenkomst met Simpsons uit 1952 uitgesloten van was. Deze nieuwe winkels boden een nieuwe assortimentsmix, waarbij 60 % uit mode bestond en 40 % uit andere artikelen. Daarnaast werden nieuwe boetiekopstellingen en modelijnen, zoals Le Chateau, Sung en Rouie geïntroduceerd.
Sears kondigde in 1983 "De winkel van de toekomst" aan. Het ging om een complete transformatie en herinrichting van de winkels, met een nieuw productgericht en klantvriendelijk merchandisingprogramma. De eerste gerenoveerde winkel werd in 1985 geopend in Mississauga, Ontario. Alle filialen zouden in de daaropvolgende drie jaar volledig worden gerenoveerd.
Het Sears Catalogue Club-puntenprogramma begon in 1986. Het jaar daarop werd de naam gewijzigd in "Sears Club" om alle handelskanalen van het bedrijf te integreren. Vanaf 22 juni 2017 werden er geen punten meer uitgegeven.

#### Overname van Eaton's
In 1999 nam Sears Canada de activa en de handelsmerknaam over van de failliete keten The T. Eaton Company Limited. Voor het eerst in de geschiedenis had Sears Canada de huurovereenkomsten verworven voor een aantal toplocaties in het stadscentrum van Toronto (in het Eaton Centre), Vancouver, Victoria, Winnipeg, Ottawa en Calgary. Dit waren allemaal voormalige vlaggenschipwinkels van Eaton. De Simpsons-Sears-overeenkomst had Sears grotendeels geweerd uit de stadscentra, en dat bleef zo zelfs nadat de beperking werd opgeheven, aangezien The Bay en Eaton lange tijd een duopolie hadden in de binnensteden van grote Canadese steden. Sears Canada had ook overwogen om de voormalige Eaton-winkel in het centrum van Montreal over te nemen, maar die locatie werd uiteindelijk ingenomen door de Quebecse retailer Les Ailes de la Mode.

### 20e eeuw

#### 2000–2009
Sears lanceerde "Eatons" (weergegeven met het kleine "e"-logo) in november 2000 opnieuw als een luxe minimerk met zeven winkels, met vestigingen in Vancouver, Victoria, Calgary, Winnipeg, Toronto (in het Eaton Centre en Yorkdale) en Ottawa. Dit waren allemaal vlaggenschipwinkels van Eaton. In Yorkdale en in het Polo Park in Winnipeg betekende dit dat Sears Canada voor een korte periode twee ankerwinkels (Eatons en Sears) in die winkelcentra exploiteerde. Dit was echter niet succesvol en Sears zette in 2002 de Eatons-winkels om naar het Sears-merk. Velen zeiden dat de Eatons-winkels te chique waren en/of te dun verspreid over het land lagen, zodat de miniketen nooit winstgevend en de moeite waard zou zijn geweest. De detailhandelsomgeving was veranderd, omdat een groter deel van de bevolking winkelde bij grote megastores en speciaalzaken, waardoor de middenmarkt, die de basis vormt van de traditionele warenhuizen, werd verdrongen.
In 2005 werden de financiële diensten van Sears Card uitbesteed aan JPMorgan Chase. Sears ontving 3 miljard Canadese dollar voor de verkoop en het Sears Club-puntensysteem bleef in eigen hand. Sears keerde na afronding van de transactie ook een speciaal dividend uit. CEO Brent Hollister zei dat Sears zich dankzij deze stap weer kan richten op de detailhandel. Sears Canada maakte bekend dat het zijn partnerschap met JPMorgan Chase op het gebied van creditcards zou beëindigen toen de overeenkomst in november 2015 afliep. 
In januari 2006 deed Sears Holdings, het moederbedrijf en meerderheidsaandeelhouder van Sears Canada, een bod om de resterende aandelen te kopen en het bedrijf van de beurs te halen. Sommige bestuursleden waren tegen de maatregel. Een uitspraak van de Ontario Securities Commission, gedaan in augustus 2006, heeft de voortgang van de poging tot privatisering door het moederbedrijf, Sears Holdings Limited, geblokkeerd. Hoewel de uitspraak de toekomstige mogelijkheid van privatisering van Sears Canada niet uitsloot, vormde het wel een belangrijk obstakel door te bepalen dat drie grote aandeelhoudersblokken niet stemgerechtigd waren, omdat de blokken buitengewone privileges hadden gekregen van Sears Holdings Limited.  Op 14 november 2006 mislukte de poging van Sears Holdings om Sears Canada te privatiseren tegen een bod van $ 17,97 per aandeel, door stemming onder de minderheidsaandeelhouders. Op 31 maart 2005 werd het meerderheidsbelang overgedragen aan Sears Holdings, dat toen 73,1% van de gewone aandelen van Sears Canada bezat, terwijl Pershing Square Capital 17,3% bezat en de rest van de aandelen openbaar werd verhandeld op de Toronto Stock Exchange.
Op 26 september 2007 maakte Sears Canada de verkoop van haar hoofdkantoor aan Jarvis Street 222 aan de overheid van Ontario bekend. Het bedrijf verplaatste zijn hoofdkantoor naar overtollige ruimte in zijn vlaggenschipwinkel in het Toronto Eaton Centre.

#### 2010–2016
De omzet in vergelijkbare winkels daalde in 2010 met 4%, vergeleken met 6,8% in 2009.  In december 2011, na tegenvallende verkopen tijdens de feestdagen, ontsloeg Sears 70 werknemers op het hoofdkantoor, nadat het bedrijf in het voorgaande kwartaal een verlies van bijna 47 miljoen dollar had geleden. Van 2003 tot en met 2011 leed het bedrijf een omzetverlies van 1,6 miljard dollar.
In juni 2011 werd Calvin McDonald, voorheen van Loblaw Companies, benoemd tot president en CEO van Sears Canada. McDonald wilde de activiteiten van het bedrijf in een driejarenplan herstructureren, als reactie op de toegenomen concurrentie en economische onzekerheden. Hij legde uit dat "we in de situatie zitten waarin we nu zitten omdat we gestopt zijn met het doen van de dingen die geweldige retailers geweldig maken. We hebben onszelf in deze uitdaging gemanoeuvreerd en we zullen onszelf eruit manoeuvreren." Het bedrijf had een verlies van $ 44,1 miljoen in 2010 geboekt, maar was in het derde kwartaal van 2011 hersteld tot $ 21,9 miljoen. Tot de geplande veranderingen behoorden het uitbouwen van marktsegmenten waar Sears historisch gezien goed had gepresteerd (waaronder apparaten, jurken, kinderkleding en aanverwante producten, en matrassen) en het introduceren van een nieuw winkelformat met een 'aantrekkelijkere' indeling. In 2012 verkocht Sears drie winkels in Calgary, Ottawa en Vancouver (in het Chinook Centre, het Rideau Centre en het Pacific Centre) terug aan Cadillac Fairview voor 170 miljoen dollar. Sears verkocht ook zijn vestiging in de Deerfoot Mall in Calgary, evenals zijn vestigingen in het Square One Shopping Centre en in de Yorkdale Mall.  Sears Holdings verdeelde ook aandelen in het bedrijf onder de aandeelhouders van Sears Canada, waardoor het belang van Sears Holdings werd teruggebracht tot 51%. De voorzitter en CEO van Sears Holdings Corporation, Edward Lampert, had een belang van 27% in Sears Canada. In april 2013 begon het bedrijf een deel van zijn productaanbod terug te schroeven, door elektronica en raambekleding te schrappen en alleen nog maar online speelgoed te verkopen. 
In september 2013 nam Douglas C. Campbell het roer over als COO van Sears Canada. De maand daarop maakte Sears Canada bekend dat het vijf van zijn grote winkels in de steden zou sluiten, waaronder zijn vlaggenschiplocatie in het Toronto Eaton Centre, en twee andere locaties in Toronto, één in London en één in Richmond, British Columbia. 
Campbell verliet Sears Canada in oktober 2014 en werd vervangen door Ronald Boire, die tot juni 2015 in dienst bleef. Brandon Stranzl werd in juli 2015 benoemd tot uitvoerend voorzitter. Hij vervulde zijn rol als voorzitter van de raad van bestuur en nam daarnaast ook de taken van de CEO op zich. In november 2015 werd Carrie Kirkman benoemd tot president en chief merchant, een functie die zij bekleedde tot juli 2016. 

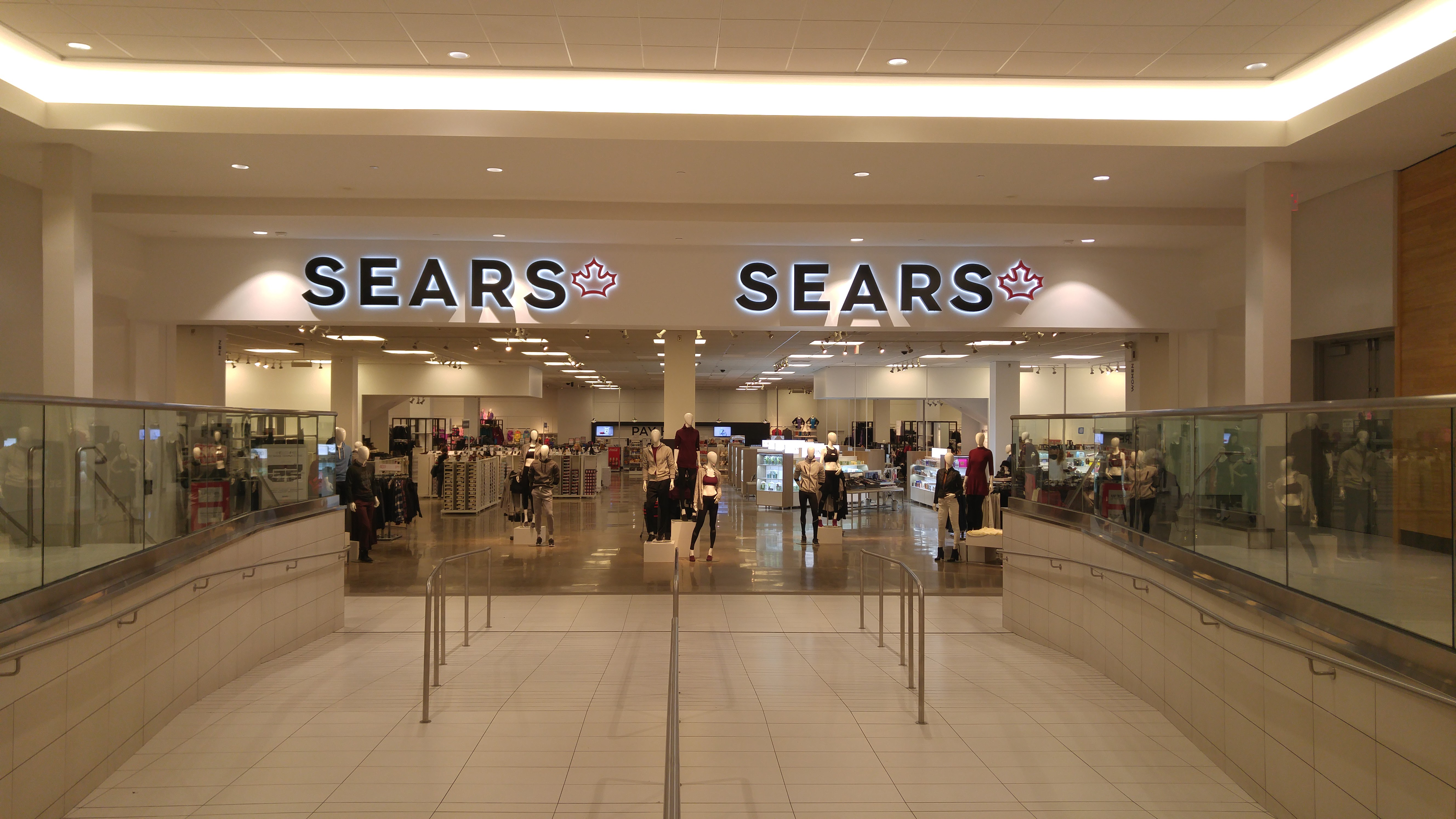
Onlangs gerenoveerde Sears-winkel in het Oshawa Centre, 2017

Op 24 augustus 2016 onthulde Sears Canada een nieuw bedrijfslogo, bestaande uit een zwart woordmerk en een rode omtrek van een esdoornblad. Het logo moet het blauw gestreepte woordmerk vervangen dat eerder door de Amerikaanse Sears-keten werd gebruikt. Vertegenwoordigers van het bedrijf omschreven het nieuwe logo als ‘gedurfd’ en ‘zelfverzekerd’. 
In zijn winstrapport over het tweede kwartaal maakte Sears Canada bekend dat het bezig was met de ontwikkeling van een nieuw winkelconcept genaamd 'Sears 2.0', dat het bedrijf van plan was te testen op verschillende van zijn huidige locaties. In september 2016 onthulde Sears officieel het nieuwe winkelformat op de locaties Promenade en Mapleview Centre, met een mediacampagne op 27 september 2016.  De nieuwe opzet was ontworpen met een meer open indeling, met minder permanente displays en scheidingswanden. Hierdoor was er meer flexibiliteit in de indeling en bevoorrading van afdelingen. Ook de schoenenafdeling werd verplaatst naar het midden van de winkel en er werd overgestapt op een 'selfservice'-concept, waarbij de productdozen toegankelijk zijn voor klanten (waardoor er minder personeel nodig is). Stranzl stelde dat het nieuwe format bedoeld was om ‘ideeën van de besten in de branche over te nemen, of het nu gaat om schoenen, bovenkleding of apparaten’, en de keten terug te brengen naar een ‘op prijs gerichte’ strategie. Het nieuwe format werd geïmplementeerd tijdens de renovatie van de winkel in de Stone Road Mall in Guelph. 
In december 2016 maakte Sears Canada plannen bekend om in 2017 in drie tot vijf gerenoveerde winkels supermarkten te openen. De selectie zou voornamelijk organisch zijn, met een focus op lage kosten en e-commerce. 

## Faillissement en liquidatie

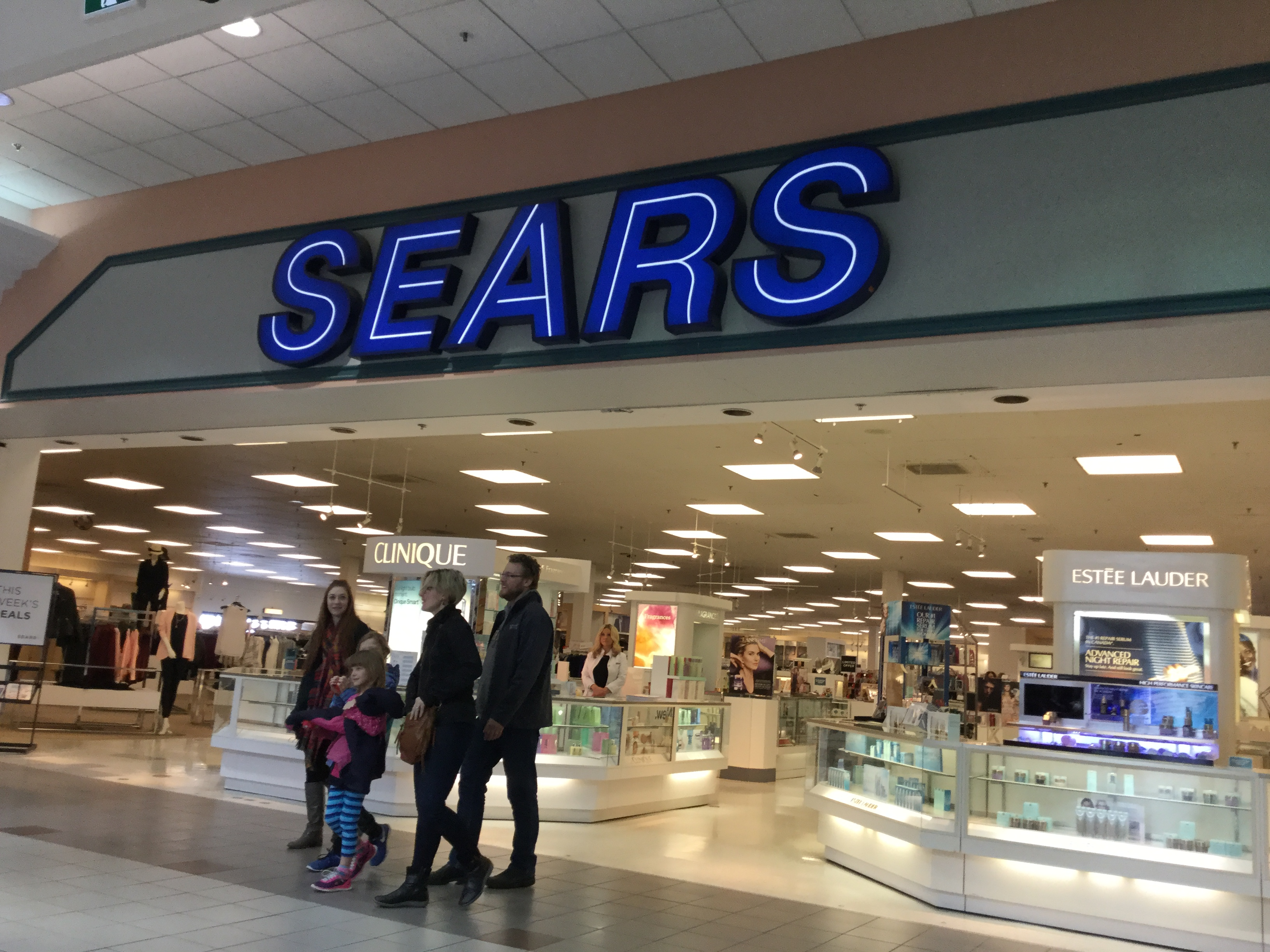
Sears in het Medicine Hat Mall in Medicine Hat, Alberta in 2017, maanden vóór de liquidatie.

Nadat Sears Canada in juni 2017 een verzoek om bescherming tegen schuldeisers had ingediend, kondigde het bedrijf aan dat het twintig volledige filialen, vijftien Home-winkels, tien Outlet-winkels en veertien Sears Hometown-winkels zou sluiten. De sluitingen resulteerden in het ontslag van 2.900 werknemers. Deze winkels werden officieel gesloten op zondag 1 oktober 2017. 
In september 2017 kondigde Sears Canada de sluiting aan van nog eens tien winkels aan, naast de 59 winkelsluitingen die eerder in juni waren aangekondigd. Op 10 oktober 2017 maakte Sears Canada bekend dat het de goedkeuring van de rechtbank zou vragen om al zijn resterende winkels in Canada te sluiten en de 11.240 resterende personeelsleden te ontslaan. Op 13 oktober 2017 werd de goedkeuring hiervoor verleend door het Hooggerechtshof van Ontario.
De liquidatieverkoop begon op 19 oktober 2017. De overige Sears-winkels sloten op 14 januari 2018. De winkelinrichting en -uitrusting van de gesloten winkels werden verkocht tot 26 januari 2018. 
Op 13 juni 2017 kondigde Sears Canada aan dat het adviseurs had ingehuurd om een mogelijke herstructurering of verkoop van het bedrijf te onderzoeken, waarbij het wees op "materiële onzekerheden" over de vraag of het bedrijf voldoende cashflow zou hebben om aan zijn financiële verplichtingen te voldoen gedurende het komende jaar, en "aanzienlijke twijfels over het vermogen van het bedrijf om als een voortgaand bedrijf te blijven opereren". Op 22 juni 2017 kreeg Sears Canada bescherming van de rechtbank tegen haar schuldeisers en kondigde het aan dat het een door de rechtbank begeleide herstructureringsprocedure was begonnen onder de Companies' Creditors Arrangement Act, die de sluiting van in totaal 59 winkels (waaronder 20 warenhuizen, 15 Sears Home-winkels, 14 Sears Hometown-winkels en 10 Sears Outlet-winkels) over een onbepaalde tijdsperiode zou omvatten. Door deze sluitingen verloren 2.900 werknemers. Het bedrijf had ook het productassortiment verkleind om zich meer te kunnen richten op mode en woningdecoratie, en minder op de auto-, elektronica- en gereedschapsassortiment. Het bedrijf verklaarde dat zijn nieuwe strategieën en positionering ‘beginnen aan te slaan bij de consument’, en noemde daarbij de stijgende verkopen in dezelfde winkels in de voorgaande twee kwartalen.
Op 18 juli 2017 kreeg Sears Canada van de rechtbank goedkeuring om te beginnen met de liquidatie van de inventaris van de 59 vestigingen die op 21 juli 2017 gesloten werden. Gordon Brothers en Merchant Retail Solutions werden aangesteld om de liquidatie van het warenhuis en de Sears Home-winkels uit te voeren. Volgens het formele plan dat in de gerechtelijke documenten is ingediend, konden de termen ‘faillissement’, ‘opheffing van de onderneming’ of ‘liquidatie’ niet worden gebruikt om deze uitverkoop te promoten. De liquidatie van de Hometown-winkels werd door hun franchisenemers uitgevoerd. Het besluit om de Hometown-winkels te sluiten werd door verschillende eigenaren bekritiseerd. De eigenaren van vijf dealers in Alberta meldden dat de meeste van hun vestigingen nog steeds winstgevend waren en verklaarden dat ze als gevolg van de herstructureringsprocedures de compensatie die was vastgelegd in hun contracten met Sears zouden verliezen als de retailer deze contracten voortijdig zou beëindigen. 
Tijdens de herstructurering kreeg Sears Canada kritiek op de manier waarop het bedrijf omging met de ontslagen werknemers. Zo zou het bedrijf van plan zijn om in totaal $ 7,6 miljoen aan retentiebonussen uit te keren aan 43 leidinggevenden en senior managers, en $ 1,6 miljoen aan senior werknemers bij winkels die sluiten. Het bedrijf zou echter geen ontslagvergoeding willen betalen aan de ontslagen werknemers. Deze zorgen leidden tot oproepen op sociale media om het bedrijf te boycotten. Sears Canada verdedigde de beslissingen door te stellen dat de retentiebetalingen een gebruikelijke praktijk waren tijdens deze processen, bedoeld om het moreel van het senior personeel hoog te houden terwijl zij hun winkels sluiten en dat de belangrijkste leidinggevenden bij het bedrijf blijven tijdens het insolventieproces. 
Op 15 augustus 2017 maakte het bedrijf bekend dat het toestemming wilde vragen aan de rechtbank van Ontario om $ 500.000 van de retentiebonussen over te hevelen naar een 'Employee Hardship Fund', dat beschikbaar zou zijn voor in aanmerking komende werknemers. Een vertegenwoordiger van het bedrijf verklaarde dat Sears Canada "ieders zorgen deelt over de benarde situatie waarin sommige van zijn voormalige werknemers zich bevinden, en blij is om een oplossing te zien, in afwachting van goedkeuring door de rechtbank, die op zijn minst degenen kan helpen die het het hardst nodig hebben." The Globe and Mail merkte op dat deze regeling geen echte vervanging was voor ontslagvergoedingen, aangezien de getroffen werknemers "veel meer zouden hebben ontvangen als Sears het typische pad had gevolgd van het geven van een paar weken loon per dienstjaar aan ontslagen werknemers." 

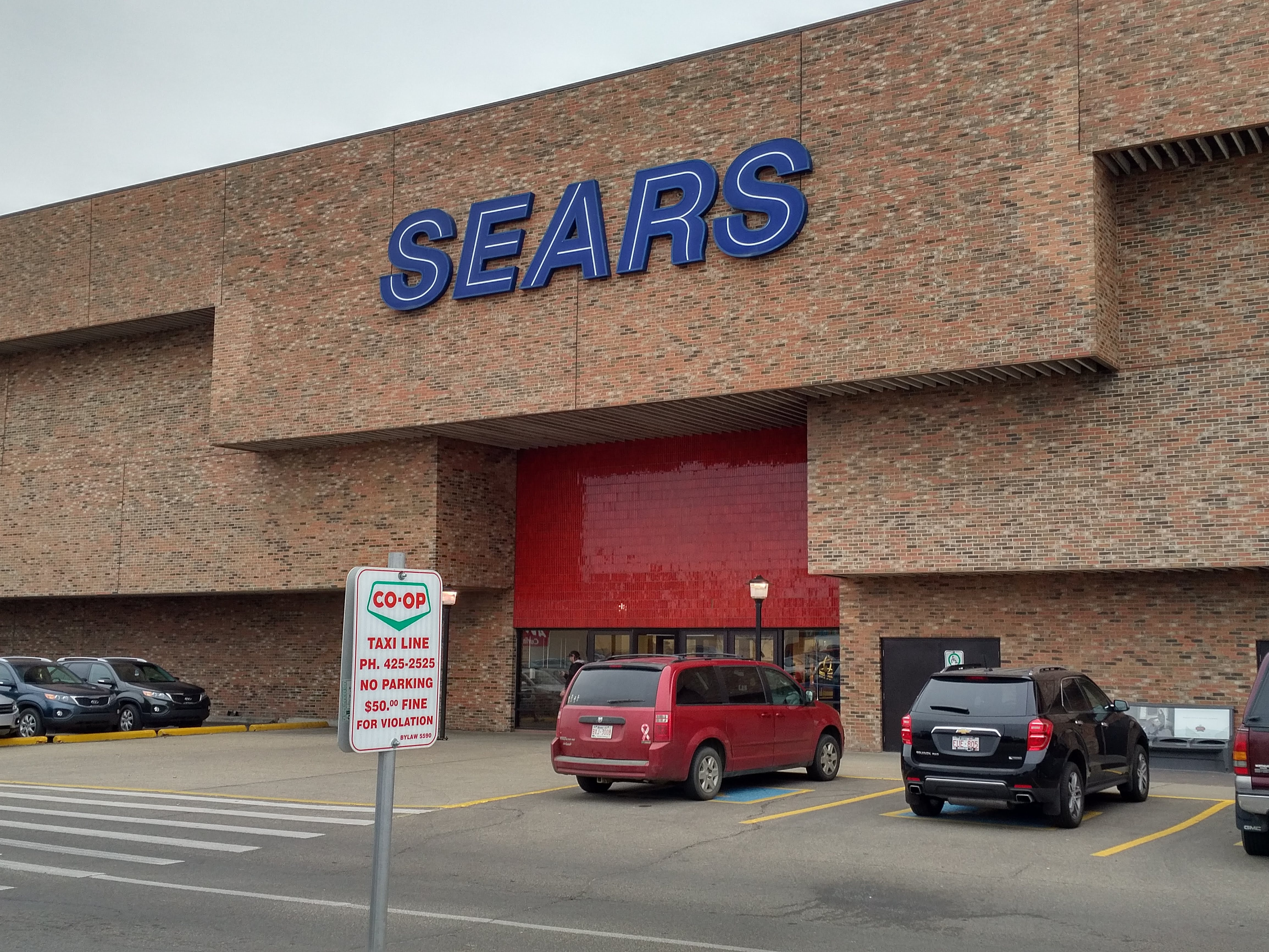
Een voormalige Sears-vestiging in de Kingsway Mall in Edmonton, Alberta in oktober 2017, vóór de liquidatie.

Op 2 oktober 2017 maakte Sears Canada bekend dat het van plan was om uitgebreide faillissementsbescherming aan te vragen en om elf extra winkels te sluiten.  
Een managementgroep onder leiding van de uitvoerend voorzitter van het bedrijf, Brandon Stranzl, hoopte de retailer over te nemen, maar die poging mislukte. "Na uitputtende inspanningen is er geen levensvatbare bieding ontvangen waarmee het bedrijf als een 'going concern' kan worden voortgezet", zo maakte Sears Canada op 10 oktober 2017 bekend. Op dezelfde dag maakte het bedrijf bekend dat het goedkeuring van de rechtbank wilde krijgen om de resterende 130 locaties en activa te liquideren. Sears Canada kreeg op 13 oktober 2017 goedkeuring van het Hooggerechtshof van Ontario, omdat er geen levensvatbare koper was; het liquidatieproces zou naar verwachting binnen 10 tot 14 weken na het begin van de liquidatie op 19 oktober 2017 zijn afgerond. 
Door de sluiting van alle vestigingen gingen bijna 12.000 banen verloren, waarvan ongeveer driekwart deeltijdwerknemers waren. Omdat het pensioenplan met bijna 270 miljoen dollar te weinig geld had, zouden de jaarlijkse uitkeringen van 17.000 pensioendeelnemers waarschijnlijk worden verlaagd. In een poging de lasten voor gepensioneerden te verlichten, had een rechter eerder al bevolen dat betalingen aan andere schuldeisers van Sears moesten worden opgeschort totdat de pensioenkwestie was opgelost. Terwijl de provincie Ontario een plan aanbiedt om dergelijke gepensioneerden financieel te helpen onder de Pension Benefits Act, heeft geen enkele andere provincie een soortgelijk programma. 

## Winkelformules

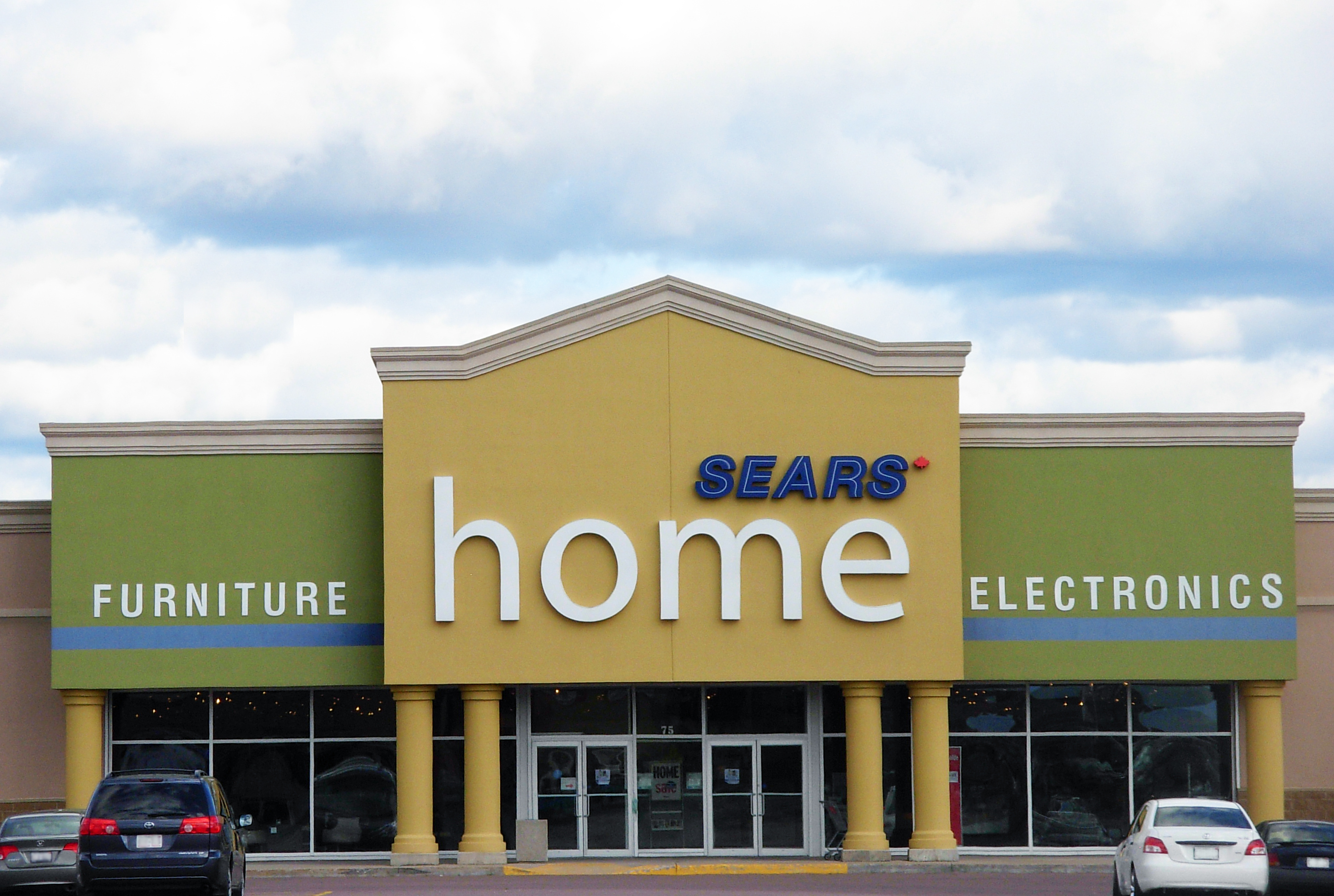
Een voormalige Sears Home-locatie in Moncton, New Brunswick

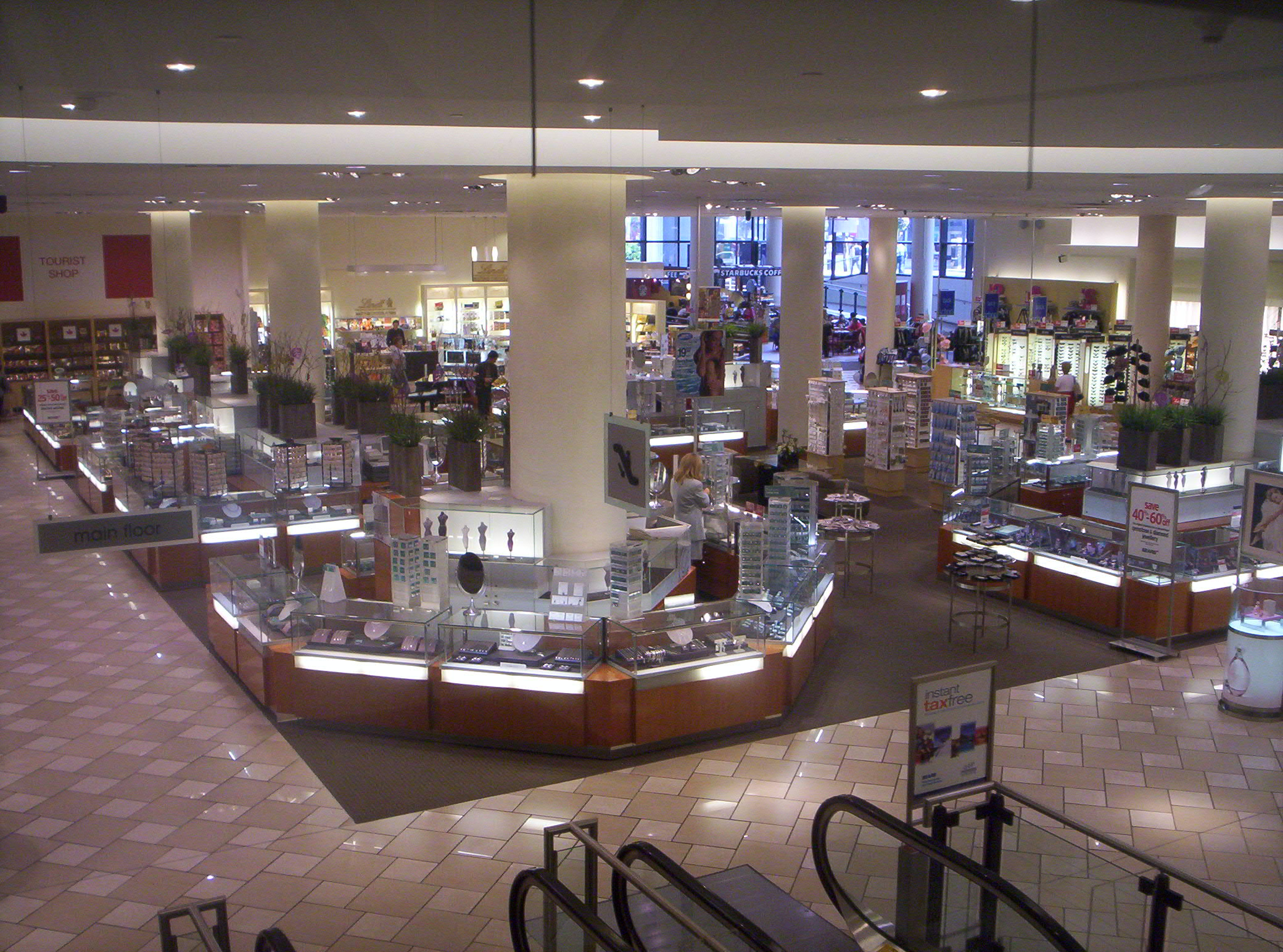
Interieur van de Eatons-winkel in het Pacific Centre, een voormalige vestiging van T. Eaton Co. (Eaton's)

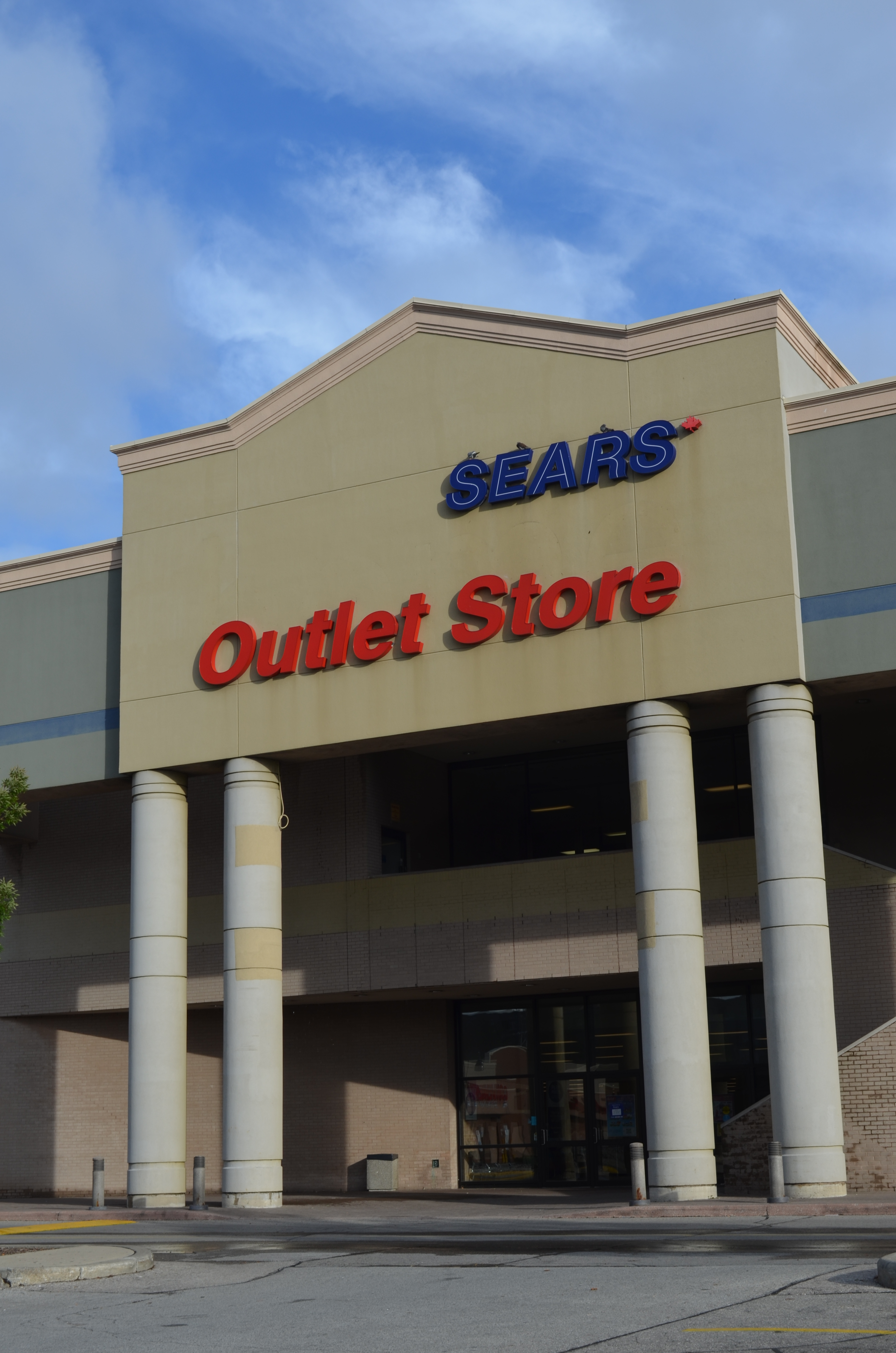
Een voormalige Sears outletwinkel in Markham, Ontario

### Warenhuizen
Simpsons-Sears begon in 1953 met het exploiteren van warenhuizen met een compleet assortiment. Intern waren deze ingedeeld op grootte, volume en de mate van productassortiment. In de eerste decennia werden classificaties gebaseerd op een letteraanduiding, die overeenkwam met de Amerikaanse oprichter Sears, Roebuck en Co.: 'A'-winkels waren grote winkels met een compleet assortiment, 'B'-winkels waren kleinere winkels met een compleet assortiment die de middelgrote markten bedienden, terwijl 'D'-winkels vroege winkels waren die kleine markten bedienden en normaal gesproken vooral vaste artikelen en huishoudelijke artikelen aanboden, met een catalogusbalie. De 'D'-winkels werden begin jaren 1960  geleidelijk gesloten. 
In de jaren 1980 werden kleine winkels geopend, aangeduid met 'S.S.' en gericht op vergelijkbare markten als de oorspronkelijke 'D'-winkels. In de laatste decennia werden winkels geclassificeerd met behulp van meer beschrijvende termen, zoals 'Select', 'Core' en 'Small'. Toen Hometown Dealer Stores werden geïntroduceerd, weerspiegelden deze het assortiment van de vroege 'D'-winkels.

### Uitverkoopcentra en outletwinkels
In 1971 opende Simpsons-Sears naast het nieuwe Kenmore Catalogue Service Centre in Toronto het eerste nieuwe concept "Clearance Centre", om de verkoop van de afgeprijsde catalogusartikelen en producten buiten het seizoen te ondersteunen. Het concept werd uiteindelijk landelijk uitgebreid en bood consumenten een afgeprijsde selectie van huis- en merkproducten. In de jaren 2000 werden deze winkels omgedoopt tot 'Outlet Stores' om een breder assortiment en speciale outletproducten aan te bieden. In 2014 werden sommige Sears-filialen omgebouwd naar deze formule. In het najaar van 2016 had Sears Canada 17 outletvestigingen. In juni 2017 kondigde Sears aan dat de resterende 10 outletwinkels ook zouden sluiten.

### Hometown (Dealer) winkels
In 1994 opende Sears Canada haar eerste Hometown Dealer Store in Pembroke, Ontario. De "Hometown Stores". waren ontworpen om kleinere markten te bedienen en consumenten die niet in de buurt van grotere Sears-filialen of andere grote detailhandelsbedrijven wonen, een selectie van duurdere producten te tonen, samen met het gemak van een lokale catalogusbalie. Winkels van dit formaat werden voornamelijk in samenwerking met lokale franchisenemers geëxploiteerd.

### Woonwinkels
In 1995 lanceerde Sears Canada een speciaalzaak onder de naam "Sears Whole Home" om zijn aanbod op het gebied van woninginrichting beter te kunnen presenteren. ....Meubelwinkels waren gevestigd in machtscentra. In 1999 werden ze omgedoopt tot "Sears Furniture and Appliances"-winkels, vanwege de toevoeging van grote apparaten. In 2003 werden de meubel- en witgoedwinkels omgedoopt tot "Sears Home"-winkels. Met deze verandering wilden ze hun bredere aantrekkingskracht op klanten benadrukken die op zoek zijn naar een totaaloplossing voor het opnieuw inrichten van hun interieur. Het productassortiment van de winkels werd uitgebreid met producten en diensten die thuis geïnstalleerd konden worden, zoals vloerbedekking, gordijnen voor klanten en andere geïnstalleerde producten voor thuis op veel locaties.

### Online winkelen
In 1998 werd de website van Sears Canada, sears.ca, een actief kanaal, waar klanten uit een selectie van meer dan 500 producten konden bestellen.
In 2016 lanceerde het bedrijf Initium, een initiatief om bestaande, verouderde platforms om te vormen tot een nieuwe, samenhangende, functionele, aanpasbare en gebruiksvriendelijke online retailonderneming voor consumenten. Deze nieuwe site voorzag in een omni-channel beschikbaarheid van bestellingen, geïntegreerde logistiek en verbeterde zoek- en betaalervaringen voor klanten. Daarnaastsloot Sears Canada een overeenkomst met CGI om Sears' strategie te ondersteunen om zijn technologieplatforms opnieuw te ontwerpen, met als doel de kosten te verlagen en de efficiëntie te verbeteren. Na 19 oktober 2017 was de website niet langer beschikbaar voor online aankopen en werden kopers doorverwezen naar de nog resterende winkels die in liquidatie waren, met een bedankbericht aan de klanten. De website van Sears Canada is sinds 13 december 2018 niet meer actief.

### Corbeil-apparaten
Corbeil Électrique Inc., beter bekend als Corbeil Appliances, werd opgericht in 1949 en werd in 2005 overgenomen door Sears Canada. Corbeil had 26 vestigingen in Quebec, maar sloot de vier vestigingen in Toronto en Ottawa. Als onderdeel van het faillissementsbeschermingsproces werd Corbeil verkocht aan Am-Cam Électroménagers Inc., met het hoofdkantoor in Montreal, voor een onbekend bedrag. Am-Cam is het moederbedrijf van Distinctive Appliances en de verkoop werd in december 2017 afgerond. 

## Merkidentiteit

### Logo

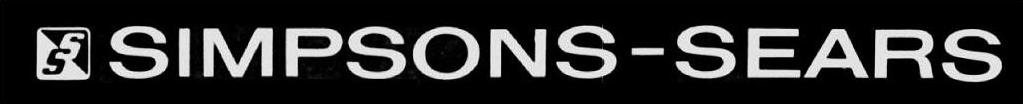
Simpsons-Sears-logo, gebruikt vanaf 1963–1965.
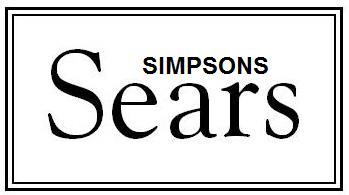
Simpsons-Sears-logo, gebruikt vanaf 1965–1972.
Simpsons-Sears gebruikte het Sears-bannerlogo uit 1972–1984.
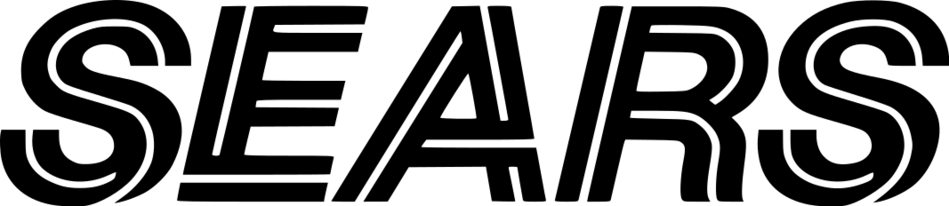
Logo van Sears Canada, gebruikt van 1984–1994.
Logo van Sears Canada, gebruikt vanaf 1994–2004.
Logo van Sears Canada, gebruikt vanaf 2004–2011.
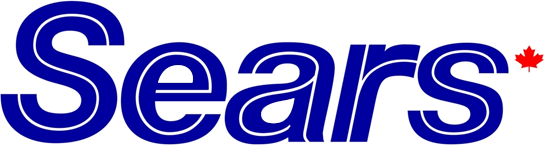
Logo van Sears Canada, gebruikt vanaf 2011–2016.
Laatste logo van Sears Canada, gebruikt van 2016–2018.

## Onderneming
Het hoofdkantoor was gevestigd in het centrum van Toronto, in een complex van acht verdiepingen dat tot 2014 de thuisbasis was van Sears' vlaggenschiplocatie in het Toronto Eaton Centre . Het hoofdkantoor verhuisde van Jarvis Street 222 naar dit pand, nadat het in 2007 werd verkocht aan de Ontario Realty Corporation. Sinds 2011 is het in gebruik bij de provinciale overheid. De onderste vier verdiepingen van de Eaton Centre-locatie bleven in gebruik voor de detailhandel, waaronder een Nordstrom-winkel met drie verdiepingen vanaf de herfst van 2016, terwijl de bovenste vier verdiepingen als hoofdkantoor van Sears Canada bleven fungeren. Dit hoofdkantoor bleef actief totdat de retailer op 14 januari 2018 failliet ging.

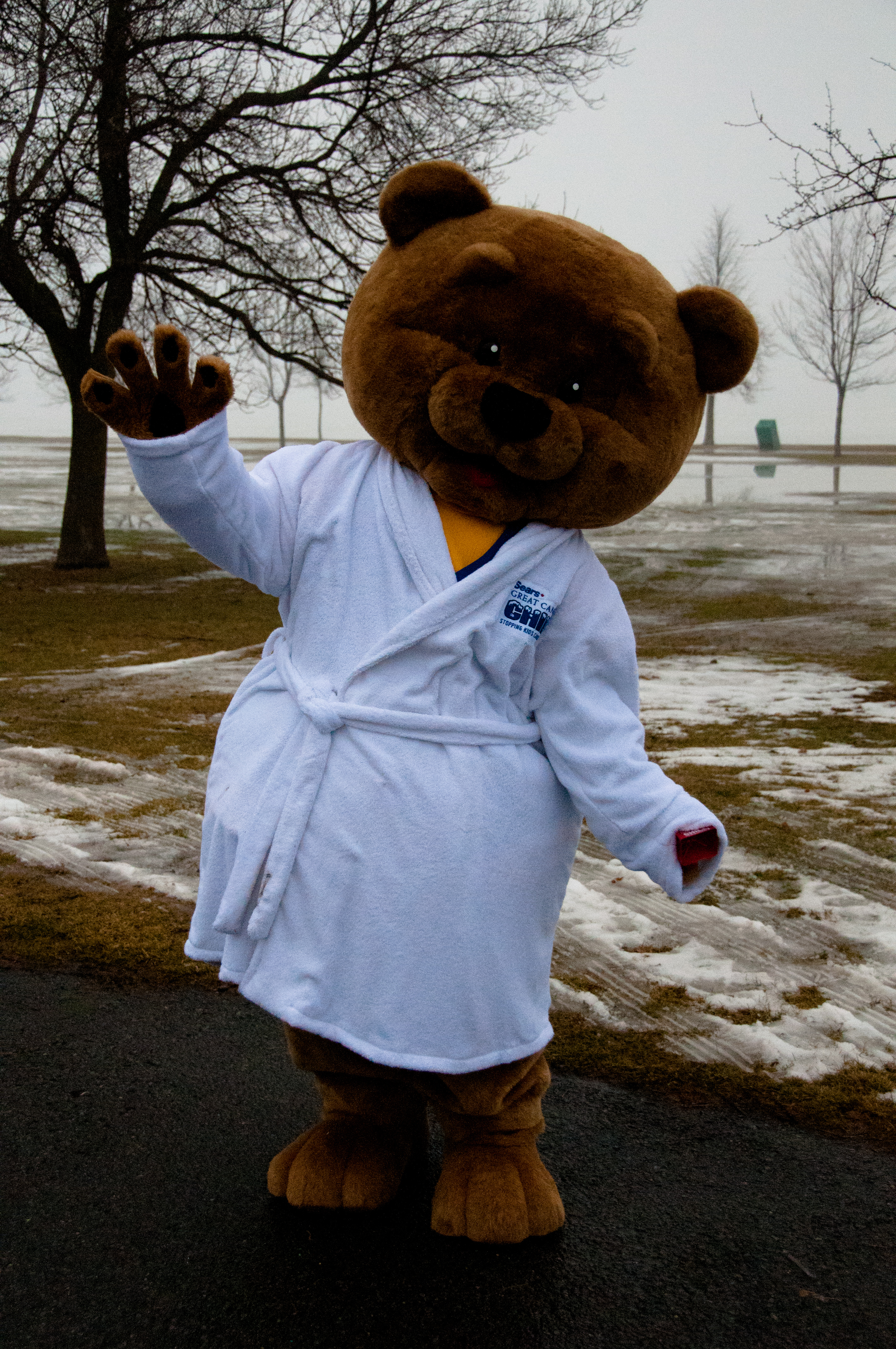
Ben, mascotte van de Sears Canada Charitable Foundation, en haar initiatieven ter ondersteuning van de ontwikkeling van de Canadese jeugd. Afgebeeld in Ottawa, Ontario.

Na de sluiting van de winkels en het hoofdkantoor bleef de raad van bestuur actief, waarbij vier overgebleven leden verantwoordelijk waren voor de verkoop van het resterende onroerend goed van de inmiddels ter ziele gegane retailer.

## Huismerken van Sears
Sears Canada en zijn voorgangers worden al lang geassocieerd met hun bekende huismerken, die elk hun eigen geschiedenis hebben. Voor leveranciers in Canada en het buitenland hanteert het een gedragscode voor leveranciers, waarin onder andere het gebruik van kinderarbeid wordt verboden.
Enkele van de huismerken van Sears in de loop der tijd:
Craftsman was de ijzerwarenlijn van Sears, met onder meer gereedschap voor gazon en tuin, en werkkleding. In 2009 verkozen lezers van Popular Mechanics Craftsman tot hun favoriete merk handgereedschap tijdens hun Reader's Choice Awards. Het handelsmerk Craftsman werd op 20 mei 1927 geregistreerd door Sears, Roebuck and Co. Arthur Barrows, hoofd van de hardware-afdeling van het bedrijf, vond de naam Craftsman wel mooi en zou de rechten om de naam te gebruiken hebben gekocht van de Marion-Craftsman Tool Company voor $500. De lijn wordt in Canada gevoerd sinds Simpsons-Sears in 1953 begon met opereren, eerst samen met andere hardwaremerken van Simpson, zoals Beaver.
Voor de gereedschapslijn van Sears werd, net als voor veel andere productlijnen, een "goed, beter, best"-prijsstructuur gehanteerd, waarbij het merk Craftsman de middelste laag vormde en Craftsman Professional of Craftsman Industrial de hoogste laag vormde. Het goedkopere segment droeg de merknaam Sears. De naam "Dunlap" werd ook gebruikt van eind jaren 1930 tot eind jaren 1950. De gereedschapslijn van Sears werd eind jaren 80 stopgezet en vervangen door de "Companion"-gereedschapslijn. De Companion-gereedschapslijn werd in 2008 stopgezet en vervangen door de "Evolv"-gereedschapslijn, die zich vooral richtte op huiseigenaren en doe-het-zelvers.
Kenmore was het belangrijkste merk huishoudelijke apparaten van Sears Canada. Het eerste product van het merk Kenmore was een wasmachine die in 1927 op de markt werd gebracht door Sears, Roebuck and Co. De eerste Kenmore-stofzuigers werden in 1932 in de VS verkocht. Simpsons-Sears begon in 1953 met de verkoop van de Kenmore-lijn in Canada. De luxe lijn apparaten van Kenmore staat bekend als de Elite-lijn. Kenmore heeft ook een professionele lijn apparaten genaamd Kenmore Pro. In de jaren zestig en zeventig werden veel huishoudelijke artikelen en persoonlijke elektrische apparaten in de lijn voorzien van het merk “Lady Kenmore”, maar het gebruik hiervan werd stopgezet vanwege de opkomst van seksistische gevoeligheden.
Silvertone was de merknaam die Sears, Roebuck and Co. gebruikte voor zijn lijn van geluids-, radio-, stereo- en home entertainment-apparatuur van 1915 tot 1972 en door Simpsons-Sears in Canada van 1953 tot 1972. Het merk is waarschijnlijk het meest bekend om zijn lijn van goedkope gitaren en werd populair bij beginnende muzikanten. Jerry Garcia, Chet Atkins, Bob Dylan, John Fogerty, Jack White, Mark Knopfler en Brad Paisley hadden een Silvertone voor hun eerste elektrische, bas- of akoestische gitaar. De Canadese band Chad Allan and The Silvertones, die later The Guess Who werd, ontleende haar naam aan deze instrumentenlijn. Pete Townshend gebruikte ze tijdens liveoptredens met The Who om ze helemaal kapot te maken. De naam werd in de loop der jaren op gitaren van verschillende fabrikanten geplaatst, waaronder Danelectro, National, Harmony, Kay en Teisco. De gitaren, vooral de modellen uit de jaren 1960, zijn zeer geliefd bij verzamelaars.
Coldspot was een merk van Sears dat bestond van 1928 tot 1976. Het merk werd gecreëerd voor een lijn koelkasten. Andere producten die onder het merk Coldspot werden verkocht waren onder meer diepvriezers, luchtontvochtigers en raam-airco's. Sears, Roebuck leverde dit merk aan Eaton's voor distributie in Canada, maar de productielijn ging na de oprichting over op Simpsons-Sears.
Jessica was het belangrijkste private labelmerk voor dameskleding en -accessoires van Sears Canada. Het merk richtte zich op de moderne vrouw. Het werd in 1987 geïntroduceerd en was het bestverkopende damesmodelabel in Canada. Het merk werd later, vlak voor de sluiting, omgedoopt tot Jess.
Attitude was een moderne dames mode collectie aantrekkelijk voor mode-bewuste vrouwen. Het was het exclusieve huismerk van Eaton en Sears bleef de naam gebruiken. In 2010, toen de Canadese modeontwerper Jay Manuel de exclusieve ontwerper werd, werd de lijn Attitude by Jay Manuel. Manuel voegde ook een mannelijke kledinglijn aan de collectie toe. In 2013 sloot Sears een strategische alliantie aan met de ALDO Group om Sears volledige lijn van attitude en Nevada schoenen voor mannen en vrouwen te ontwerpen en te produceren
Nevada was Sears Canada's belangrijkste merk voor denim en vrijetijdskleding voor zowel kinderen als volwassenen. Geïntroduceerd samen met een vernieuwing van de kledingmerken in 1987. Het volgde in de voetsporen van een andere populaire maar meer praktische Sears-jeanslijn, "Toughskins", die in de jaren 1970 dominant was. In 2013 ging Sears een strategische alliantie aan met Buffalo International Inc. om de volledige lijn van Sears' Nevada denim-kleding te ontwerpen en te produceren.
In 2016, met de uitrol van het Sears 2.0-concept, fuseerde Sears Canada de meeste van haar huismerken tot de labels Sears Woman, Sears Man, Sears Kids en Sears Home.
In 2017 stemde Canadian Tire ermee in om de rechten op het Viking-apparaatmerk te verwerven, maar Viking Range, LLC kocht de rechten pas in januari 2018. Indigo Books and Music verwierf het distributiecentrum in Calgary en dochteronderneming SLH Transport werd verkocht aan het in Quebec gevestigde CAT Transport Inc. 